# Osiedla na Dębcu i Świerczewie w Poznaniu

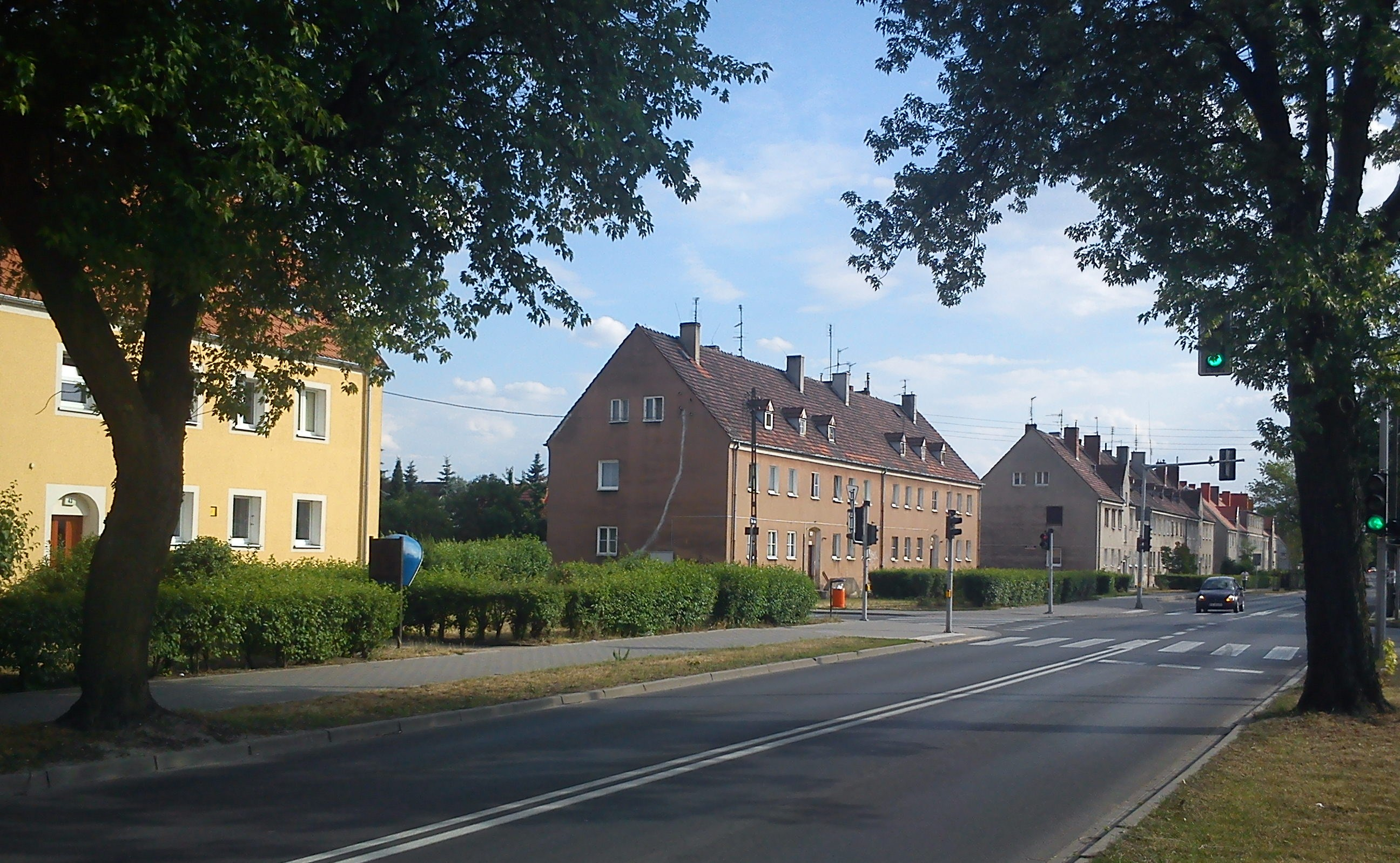
Osiedle po zachodniej stronie ul. Opolskiej

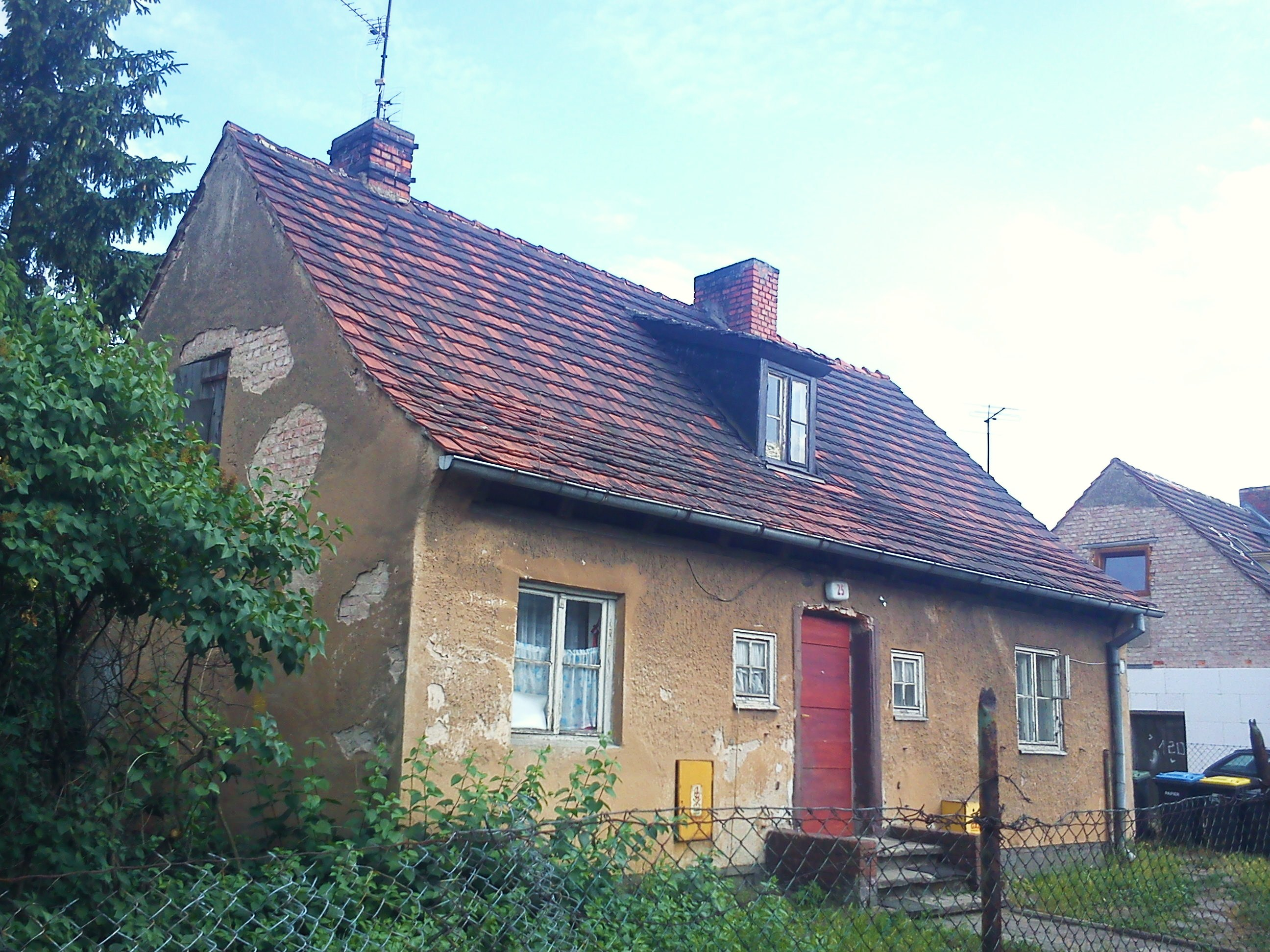
Jeden z zachowanych w oryginalnym stanie domów jednorodzinnych przy ul. Goleszowskiej

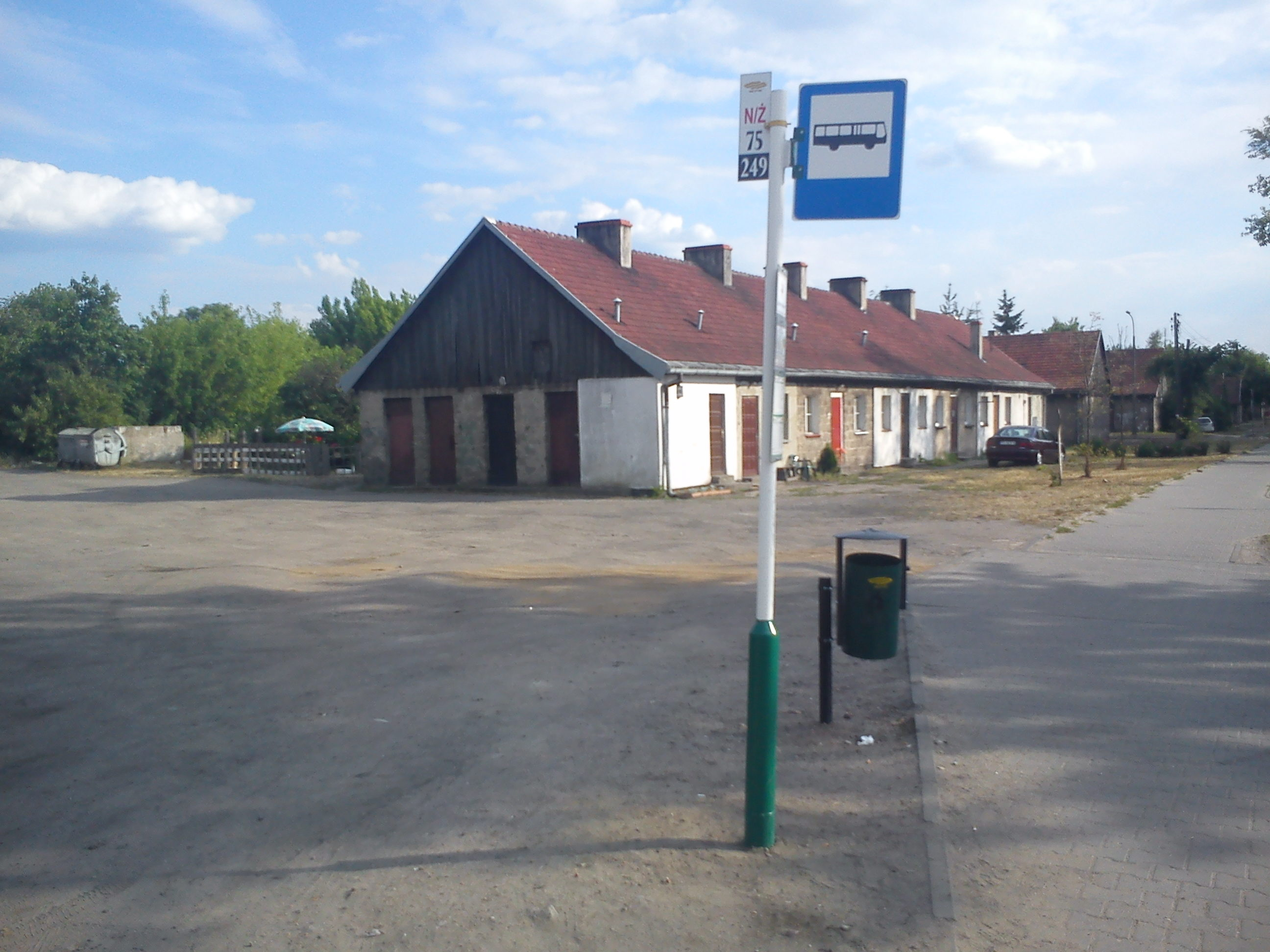
Baraki dla Polaków

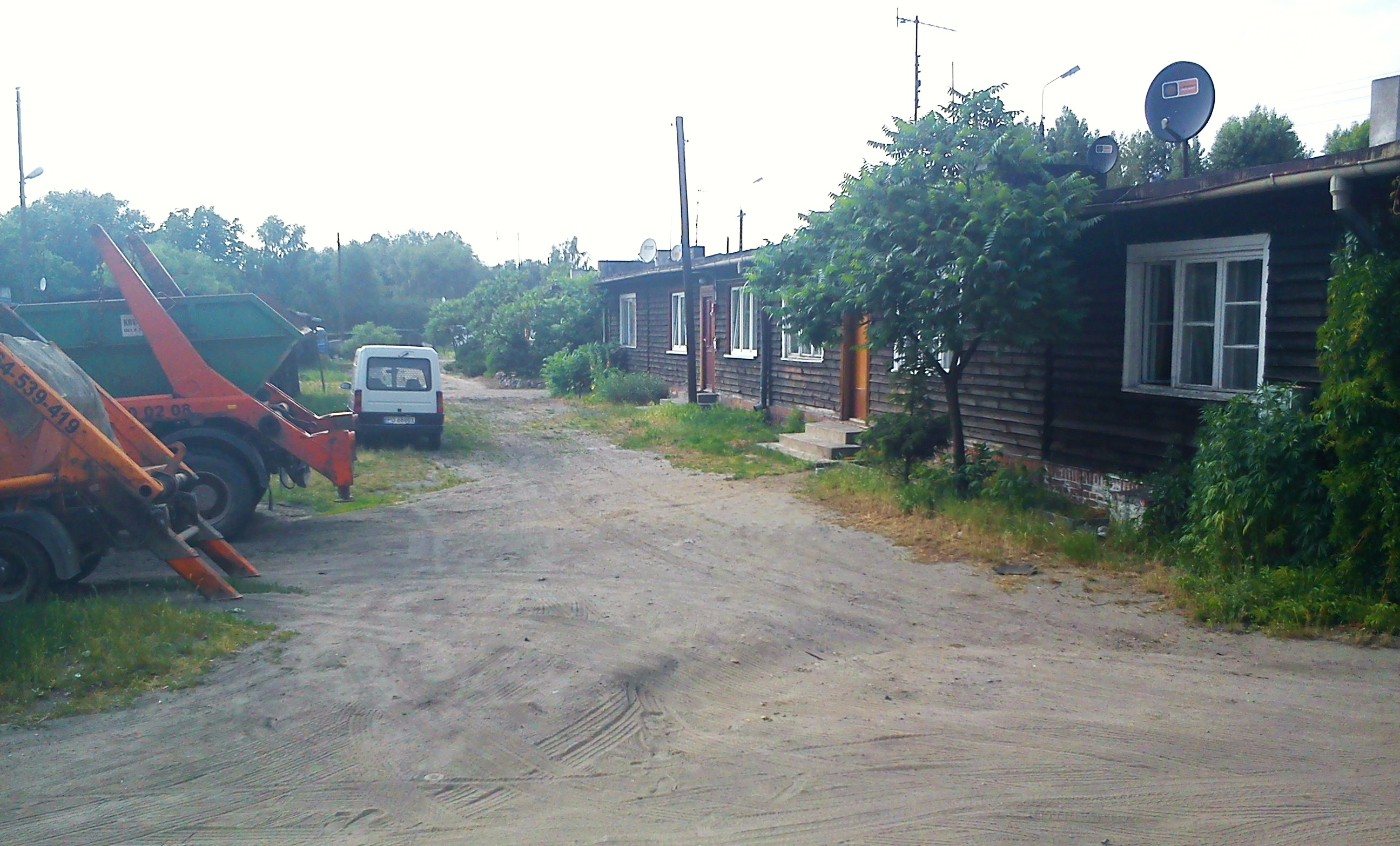
Baraki dla bezdomnych i bezrobotnych z 1936

Osiedla na Dębcu – zespół osiedli mieszkaniowych o różnym charakterze, wybudowanych przez niemieckich okupantów w Poznaniu w czasie II wojny światowej, w południowym rejonie miasta - na Dębcu oraz na Świerczewie.

## Opis osiedli
Na grupę osiedli składają się trzy zespoły, zlokalizowane na różnych odcinkach ulicy Opolskiej, przygotowane przede wszystkim według planów Walthera Bangerta, a zaprojektowane przez Państwową Komisję ds. Budowy Mieszkań Socjalnych (Reichskommision für den Socialen Wohnungsbau). Są to (od północy):
- Osiedle domów czynszowych po zachodniej stronie ul. Opolskiej. Budynki piętrowe, z wysokimi poddaszami, krytymi dachówką, przeznaczone dla rodzin, w tym rodzin wielodzietnych. Wyposażone we wspólną przestrzeń rekreacyjną – ogródki i place zabaw dla dzieci.
- Osiedle domów jednorodzinnych dla pracowników Deutsche Waffen- und Munitionsfabrik (HCP). Zbudowane w 1940 przy ulicach Goleszowskiej, Bielskiej i Jabłonkowskiej. W projekcie posiadały część wspólnych urządzeń sanitarnych (np. pralnie). Prawdopodobnym projektantem zespołu mógł być Georg Bamberg.
- Baraki dla Polaków przy ulicach Opolskiej, Wieluńskiej i Gliwickiej. Wybudowane w 1941 dla Polaków wysiedlonych (najczęściej przymusowo) z własnych mieszkań (np. pod budowę Weststadt) i pracujących w HCP. Baraki miały niski standard sanitarny, małą liczba ubikacji i wspólne łazienki. Do każdego z mieszkań przynależał ogródek uprawny (250m²). Jako kuriozum można podać fakt, że baraki te były opisywane przez nazistowska propagandę, jako standardem przewyższające polskie osiągnięcia w budownictwie osiedlowym lat międzywojennych.

Wszystkie opisane wyżej zespoły mieszkaniowe reprezentują klasyczne, konserwatywne formy architektury hitlerowskiej i zachowały się do dziś w zasadniczo niezmienionej formie. Podczas projektowania skorzystano z wzorcowych, stypizowanych planów mieszkaniowych. Ogródki przydomowe i działki, które otaczały wszystkie realizacje wyrażać miały zdrowy związek mieszkańców z ziemią, jak również spełniać miały funkcje praktyczne, stanowiąc bazę uzupełnienia aprowizacji rodzin w czasach kryzysów żywnościowych i reglamentacji środków spożywczych. O rozluźnieniu zabudowy decydowały też doświadczenia z innych niemieckich miast. Po nalotach alianckich urbaniści doszli do wniosku, że zabudowa luźna ogranicza zniszczenia i zmniejsza liczbę ewentualnych ofiar w ludziach.
Część osiedli wpisana jest do rejestru zabytków.
Oprócz powyższych, wcześniej, bo w 1936, zrealizowano na Dębcu jeszcze jedno osiedle według projektu Władysława Czarneckiego. Mieści się ono przy ul Jarzębowej 18, a zaplanowane było dla bezdomnych i bezrobotnych w ramach miejskich akcji socjalnych (wcześniej architekt zainicjował podobna jednostkę na Naramowicach – Osiedle Opieki Społecznej i zrealizował przytulisko na Zawadach). Osiedle składa się z dwóch rzędów parterowych baraków, w których zaaranżowano mieszkania z izbą, kuchnią i schowkiem. Do każdego z nich przynależał ogródek warzywny. Osiedle istnieje po dziś dzień.

## Dojazd
Bezpośredni dojazd zapewniają autobusy linii nr 149 i 175, a także podmiejskie 611, 614 i 701 z pętli Dębiec PKM i Górczyn PKM do przystanków Cieszyńska oraz Będzińska. Pośrednio dojazd zapewnia również linia nr 179 do przystanku Opolska.